# 영동군의 국회의원

## 행정구역 변천
- 1945년 8월 15일 충청북도 영동군
- 1991년 7월 1일 황금면이 추풍령면으로 개칭

## 영동군의 역대 국회의원 일람
| 대수         | 이름           | 소속정당     | 임기                               | 선거구역                             | 개표결과 |
| ------------ | -------------- | ------------ | ---------------------------------- | ------------------------------------ | -------- |
| 제1대        | 박우경(朴愚京) | 무소속       | 1948년 5월 31일 - 1950년 5월 30일  | 영동군 일원                          | 보기     |
| 제2대        | 성득환(申珏休) | 민주국민당   | 1950년 5월 31일 - 1954년 5월 30일  | 영동군 일원                          |          |
| 제3대        | 최순주(崔淳周) | 자유당       | 1954년 5월 31일 - 1956년 6월 11일  | 영동군 일원                          |          |
| 제3대        | 손준현(孫俊鉉) | 자유당       | 1956년 10월 2일 - 1958년 5월 30일  | 영동군 일원                          |          |
| 제4대        | 민장식(閔壯植) | 민주당       | 1958년 5월 31일 - 1960년 7월 28일  | 영동군 일원                          |          |
| 제5대 민의원 | 민장식(閔壯植) | 민주당       | 1960년 7월 29일 - 1961년 5월 16일  | 영동군 일원                          |          |
| 제6대        | 이동진(李東鎭) | 민주공화당   | 1963년 12월 17일 - 1967년 6월 30일 | 영동군 일원                          |          |
| 제7대        | 정직래(鄭稷來) | 민주공화당   |                                    | 영동군 일원                          |          |
| 제8대        | 정구중(鄭求中) | 민주공화당   | 1971년 7월 1일 - 1972년 10월 17일  | 영동군 일원(제6선거구)               |          |
| 제9대        | 육인수(陸寅修) | 민주공화당   | 1973년 3월 12일 - 1979년 3월 11일  | 보은군·옥천군·영동군 일원(제3선거구) |          |
| 제9대        | 이용희(李龍熙) | 무소속       | 1973년 3월 12일 - 1979년 3월 11일  | 보은군·옥천군·영동군 일원(제3선거구) |          |
| 제10대       | 육인수(陸寅修) | 민주공화당   | 1979년 3월 12일 - 1980년 10월 27일 | 보은군·옥천군·영동군 일원(제3선거구) |          |
| 제10대       | 이용희(李龍熙) | 신민당       | 1979년 3월 12일 - 1980년 10월 27일 | 보은군·옥천군·영동군 일원(제3선거구) |          |
| 제11대       | 박유재(朴有載) | 민주정의당   | 1981년 4월 11일 - 1985년 4월 10일  | 보은군·옥천군·영동군 일원(제3선거구) |          |
| 제11대       | 이동진(李東鎭) | 한국국민당   | 1981년 4월 11일 - 1985년 4월 10일  | 보은군·옥천군·영동군 일원(제3선거구) |          |
| 제12대       | 박준병(朴俊炳) | 민주정의당   | 1985년 4월 11일 - 1988년 5월 29일  | 보은군·옥천군·영동군 일원(제3선거구) |          |
| 제12대       | 이용희(李龍熙) | 민주한국당   | 1985년 4월 11일 - 1988년 5월 29일  | 보은군·옥천군·영동군 일원(제3선거구) |          |
| 제13대       | 박준병(朴俊炳) | 민주정의당   | 1988년 5월 30일 - 1992년 5월 29일  | 보은군·옥천군·영동군 일원            |          |
| 제14대       | 박준병(朴俊炳) | 민주자유당   | 1992년 5월 30일 - 1996년 5월 29일  | 보은군·옥천군·영동군 일원            |          |
| 제15대       | 어준선(魚俊善) | 자유민주연합 | 1996년 5월 30일 - 2000년 5월 29일  | 보은군·옥천군·영동군 일원            |          |
| 제16대       | 심규철(沈揆喆) | 한나라당     | 2000년 5월 30일 - 2004년 5월 29일  | 보은군·옥천군·영동군 일원            |          |
| 제17대       | 이용희(李龍熙) | 열린우리당   | 2004년 5월 30일 - 2008년 5월 29일  | 보은군·옥천군·영동군 일원            |          |
| 제18대       | 이용희(李龍熙) | 자유선진당   | 2008년 5월 30일 - 2012년 5월 29일  | 보은군·옥천군·영동군 일원            |          |
| 제19대       | 박덕흠(朴德欽) | 새누리당     | 2012년 5월 30일 - 2016년 5월 29일  | 보은군·옥천군·영동군 일원            |          |
| 제20대       | 박덕흠(朴德欽) | 새누리당     | 2016년 5월 30일 ~ 2020년 5월 29일  | 보은군·옥천군·영동군·괴산군 일원     |          |
| 제21대       | 박덕흠(朴德欽) | 미래통합당   | 2020년 5월 30일 ~ 2024년 5월 29일  | 보은군·옥천군·영동군·괴산군 일원     |          |
| 제22대       | 박덕흠(朴德欽) | 국민의힘     | 2024년 5월 30일 ~                  | 보은군·옥천군·영동군·괴산군 일원     |          |

## 같이 보기
- 보은군의 국회의원
- 옥천군의 국회의원
- 괴산군의 국회의원
- 보은군·옥천군·영동군 (1988년 선거구)
- 보은군·옥천군·영동군·괴산군